# Тугджу, Тюлай
Тюлай Тугджу (род. 12 июня 1942 г., Анкара) — турецкий судья.

## Биография
Родилась 12 июня 1942 года в Анкаре. Окончила TED Ankara College, затем в 1965 году юридический факультет Анкарского университета. В 1965—1969 годах работала юристом. С 1969 года работала в государственном совете. В 1974 году окончила институт Türkiye ve Orta Doğu Amme İdaresi Enstitüsü (TODAİE). В 1992 году была избрана членом государственного совета. В 1999 году была назначена президентом Сулейманом Демирелем членом Конституционного суда. С 25 июля 2005 года по 12 июня 2007 года занимала должность председателя Конституционного суда.

### Личная жизнь
Замужем, двое детей.